# Echinolaophonte arminger
Echinolaophonte arminger är en kräftdjursart som först beskrevs av Gurney 1927.  Echinolaophonte arminger ingår i släktet Echinolaophonte och familjen Laophontidae. Inga underarter finns listade i Catalogue of Life.